# Lady Generation 〜淑女の世代〜
『Lady Generation 〜淑女の世代〜』（レディ・ジェネレーション しゅくじょのせだい）は、篠原涼子の2枚目のオリジナルアルバム。1995年8月21日にEpic/Sony Recordsからリリースされた。

## 概要
- 小室哲哉プロデュースによるアルバムである。
- オリコン週間アルバムチャートで1位を獲得。
- 東京パフォーマンスドール時代のソロアルバム『RYOKO from Tokyo Performance Doll』から約2年7ヶ月ぶりのソロアルバムで、TPDを卒業してソロになってからは初のオリジナルアルバム。ヒットシングル「恋しさと せつなさと 心強さと」、「もっと もっと…」、「Lady Generation」を含む全12曲を収録。
- 1996年10月頃に3枚目となるオリジナルアルバムのリリース予定があったが[1]実現しておらず、2020年現在今作が最後のオリジナルアルバムとなっている。なお、1997年にベスト・アルバム『Sweets-Best of Ryoko Shinohara-』がリリースされている。
- 2013年9月11日にBlu-spec CD2でリリースされた。

## 音楽性
- 企画段階では篠原の歌い方の幅広さ・今後の方向性に悩む所をみた小室が「大人ぶりたい子供」「30～40代の男性が歌っている篠原をそばに置きたくなる」歌詞のイメージを思い浮かべ、「これからの篠原はただ王道を狙うのではなく、『ジャズの様に即興性があり、瞬時にパワーを出す』という、もしかしたら外れるかもしれないけど、目茶苦茶当たるかもしれないギャンブルの様に、その場でしかできない瞬間芸みたいなライブ活動をしてほしい」というアドバイスを出した上で志向した[2]。
- 事前のアルバムの打ち合わせ・バックトラックのレコーディングは、小室とその周辺のスタッフがスケジュールのとれない篠原を敢えて抜く形で行い、篠原はアルバム用の新曲の歌入れの3日間だけに関わり、その期間で全て録り終えた[3]。周囲には「今までこんなに短時間でこなせた人はいない」と言われた。本作と同名のシングルから「with t.komuro」が外れ、小室やスタッフから「もう一人でも大丈夫だよ」と太鼓判を押された[4][5]。
- 久保こーじもノークレジットで作詞作業に関わっている[3]。

## アートワーク
- ジャケットのイメージは「実生活を持ってる女性像」を篠原に求め、「ドラマで表現したら『将来の夢を見る少女の話』ではなくて、『明日生きていくには今日どうするか』を考えているリアリスティックで生々しいキャラクター」をイメージし、アルバムの歌詞もそのテーマを基準にして書いた[6]。
- アルバムの写真では「『with t.komuro』が取れた後の将来」を意識して、髪を20cm切った篠原の写真を撮った[7]。

## 収録曲
| #         | タイトル                                                     | 作詞                   | 作曲       | 編曲                 | 時間  |
| --------- | ------------------------------------------------------------ | ---------------------- | ---------- | -------------------- | ----- |
| 1.        | 「Sanctuary 〜淋しいだけじゃない〜 (R.Version)」             | 売野雅勇               | 小室哲哉   | 小室哲哉             | 4:58  |
| 2.        | 「Lady Generation (Original Mix)」                           | 小室哲哉               | 小室哲哉   | 小室哲哉             | 4:29  |
| 3.        | 「青空が降る少年」                                           | 売野雅勇               | 小室哲哉   | 小室哲哉             | 4:19  |
| 4.        | 「もっと もっと…」                                           | 小室哲哉               | 小室哲哉   | 小室哲哉、久保こーじ | 5:58  |
| 5.        | 「だいじょうぶ」                                             | 前田たかひろ           | 久保こーじ | 久保こーじ           | 5:17  |
| 6.        | 「Summer Holiday」                                           | 前田たかひろ           | 小室哲哉   | 小室哲哉             | 4:35  |
| 7.        | 「夏の日」                                                   | 小室哲哉               | 久保こーじ | 久保こーじ           | 4:25  |
| 8.        | 「GooD LucK」                                                | 小室哲哉               | 小室哲哉   | 小室哲哉             | 6:43  |
| 9.        | 「恋しさと せつなさと 心強さと」                             | 小室哲哉               | 小室哲哉   | 小室哲哉             | 4:23  |
| 10.       | 「にくらしいあなたへ」                                       | 篠原涼子、前田たかひろ | 久保こーじ | 久保こーじ           | 4:41  |
| 11.       | 「Lady Generation (Latin Mix)」(Bonus Track)                 | 小室哲哉               | 小室哲哉   | 小室哲哉             | 6:27  |
| 12.       | 「恋しさと せつなさと 心強さと (Extended Mix)」(Bonus Track) | 小室哲哉               | 小室哲哉   | 小室哲哉             | 6:58  |
| 合計時間: | 合計時間:                                                    | 合計時間:              | 合計時間:  | 合計時間:            | 63:13 |

## 楽曲解説
1. Sanctuary 〜淋しいだけじゃない〜 (R.Version)
東京パフォーマンスドールのアルバム『SEVEN ON SEVEN 〜Cha-DANCE Party Vol.7』（1993年）にて、穴井夕子とのデュオで歌われていた楽曲のソロバージョン。メロディーの一部が、同じく小室が作曲したH Jungle with tの「WOW WAR TONIGHT 〜時には起こせよムーヴメント」（1995年）と類似している[8]。
2. Lady Generation (Original Mix)
6thシングル。
3. 青空が降る少年
「恋しさと せつなさと 心強さと」が制作されるより前に完成していた[3]。
コーエーのエデュテインメントソフト『EMIT』の主題歌。EMITで使用されていた曲[9]と、アルバムに収録された曲では、アレンジの一部が異なっている。
4. もっと もっと…
5thシングル。
5. だいじょうぶ
当初は篠原が歌詞を付ける予定だった。ドラマの撮影の合間に曲を流して、森高千里の「ふるさとの空」を意識しながら「ふるさとの山・川・店」をテーマに1番目のサビまでの部分を埋めた。その次の日にマネージャーから前田による歌詞が出来上がったことを告げられ、落ち込んだ。しかし、サビの一部が偶然一致していたことに篠原は喜んだ[10]。
6. Summer Holiday
篠原は「シングルのカップリングに使って欲しかった位に大好きな曲」と語っている[10]。
7. 夏の日
5thシングルのカップリング。
8. GooD LucK
4thシングルのカップリング。
9. 恋しさと せつなさと 心強さと
4thシングル。
10. にくらしいあなたへ
篠原が作詞に挑戦するが、普通に歌詞を書こうとしても思い浮かばなかったから、手紙を書くつもりで書いた[3]。
テーマは「お互いに想い合う男女がいて、男は女にそういう素振りを見せない。女はそれをすごく不安に感じ、憎らしいけどそれでも好き」という「日常を生きる平凡な男女のロマンチックな恋愛」を書いた[3]。
篠原は3パターン用意したが、「本作が一番手紙らしい」と選ばれた[10]。
11. Lady Generation (Latin Mix)
ミキシングの仕上がりは、デモテープの時点のラテン調のアレンジを意識している[10]。

## クレジット

### 参加ミュージシャン
- Synthesizer Programming, Manipulating, Performed : 小室哲哉, 久保こーじ
- Guitar : 鳥山雄司, 葛城哲哉, 松尾和博, 木村建
- Bass : 美久月千晴、宮下智
- Drums & Percussion : 湊雅史、中野周一
- Keyboard : 近藤昭雄
- Backing Vocal : Melodie Sexton, にしかわてるこ, 石塚まみ

### スタッフ
- Produced : 小室哲哉
- Co-Produced : 久保こーじ
- Direction, A&R : 菊地智敦
- Directed : 清水彰彦
- Mixed : 小室哲哉(#8,9), Pete & Steve Hammond(#2), 伊東俊郎(#4,7), 太田那東教(#1-3,5,6,10)
- Remixed : 小室哲哉(#12), Pete & Steve Hammond(#11)
- Engineer : 松村茂, ねもとなおき, 若公俊広, 太田那東教
- Synthesizer Programming : 村上章久
- Production Coordinated : きくちまさとし, しみずゆきお, おだじまかずよ
- Art Direction, Design : 平野文子
- Photographs : いいじまかおる
- Executive Producer : 目黒育郎, まるやますすむ

## 発売形態
| リリース日    | レーベル          | 販売形態     | 規格品番   | 備考               |
| ------------- | ----------------- | ------------ | ---------- | ------------------ |
| 1995年8月21日 | Epic/Sony Records | CD           | ESCB-1552  |                    |
| 1995年8月21日 | Epic/Sony Records | MD           | ESYB-7083  |                    |
| 2013年9月11日 | Sony Music Direct | Blu-spec CD2 | MHCL-30155 | リマスタリング仕様 |